# سلما کویومجیان
سلما کویومجیان (تلفظ صحیح: گویومجیان؛ ارمنی: Սալմա Գույումճյան؛ ۲۶ دسامبر ۱۹۰۷ در روسچوک بلغارستان – ۱۹۹۰ در تهران)، باستان‌شناس ارمنی‌تبار اهل بلغارستان بود که از سال ۱۳۱۴ ساکن ایران شد. او رئیس کتابخانه موزه ملی ایران بود و همزمان ماموریت‌های مهم باستان‌شناسی در ایران انجام می‌داد.
ایشان و همسرشان محسن مقدم موفق به دریافت نشان لژیون دو نور از دولت فرانسه شده اند.

## زندگی‌نامه
سلما فرزند واغارشاک و آرسینه کویومجیان، در ۲۶ دسامبر ۱۹۰۷ (۴ دی ۱۲۸۵) در روسچوک در بلغارستان زاده شد. خانواده او از سه سالگی به سوئیس، انگلستان و فرانسه سفر کردند. سلما ۱۰ سال را در سوئیس گذراند، ۱۰ سال در فرانسه و ۲ سال ساکن انگلستان بود. در این کشورها در زمینه‌های مختلفی تحصیل کرد اما مهم‌ترین آنها لیسانس باستان‌شناسی از مدرسه لوور پاریس، و دیپلم تدریس زبان انگلیسی در سوئیس بود.
این خانواده از ارمنیان اهل ارمنستان غربی و مهاجر به ترکیه بودند که اوایل سال ۱۹۰۷ میلادی با شدت گرفتن سیاست‌های حکومت عبدالحمید دوم علیه ارمنیان، مجبور به ترک ترکیه شدند و به بلغارستان و سپس دیگر کشورهای اروپایی مهاجرت کردند.

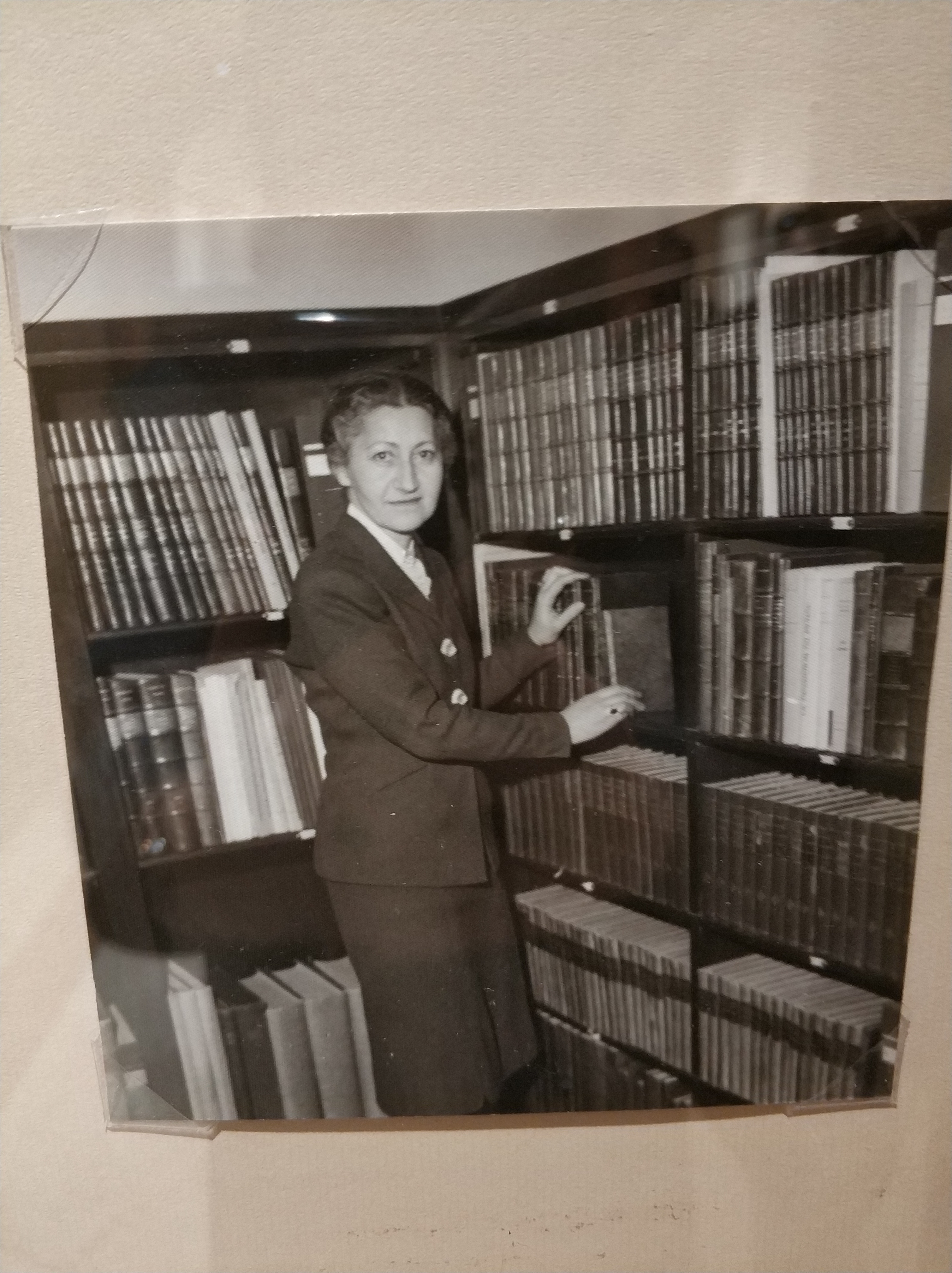

سلما که تحصیلات عالیه مدرسه هنرهای تزئینی دانشکده سوربن، مدرسه لوور و مؤسسه باستان‌شناسی پاریس را گذرانده بود، به مدت ۴ سال یکی از سه منشی انجمن مطالعات ایرانی و هنر ایران در فرانسه بود. او در همین دوران با محسن مقدم، نقاش و باستان‌شناس ایرانی آشنا شد و ازدواج کرد.
مطالعات سلما در باستان‌شناسی ایران دوره ساسانیان و باستان‌شناسی هند و چین بود. مطالعات محسن مقدم در زمینه باستان‌شناسی ایران در دوره پیش از تاریخ تا دوره هخامنشی بود و مطالعات این دو نفر به گونه‌ای مکمل هم بود. سلما در ۲۸ سالگی، در ۲۹ ژوئن ۱۹۳۶ م. برابر با ۱۳۱۴ ه‍.ش با محسن مقدم ازدواج کرد و در همین سال با هم به ایران رفتند. در ایران هر دو به استخدام وزارت فرهنگ درآمدند و ماموریت‌های سرکشی به آثار باستانی ایران انجام دادند. آنها همچنین مفتش فنی اداره عتیقات در کاوش‌های فرانسوی‌ها در شوش بودند. پس از آن سلما رئیس کتابخانه موزه ملی شد. در همین زمان ماموریت‌های مهمی در امور باستان‌شناسی نیز بر عهده داشت.
کویومجیان پاس‌دار و عاشق تاریخ و هنر ایران بود. اسماعیل جمشیدی روزنامه‌نگار سرشناس که دوست خانوادگی سلما و محسن مقدم بود در خاطراتی گفته است «سِلما کویومجیان بیشتر از هر ایرانی دیگر عاشق تاریخ و هنر این مملکت بود و زمانی که محسن مقدم یک کاشی ایرانی را به یک همکار آمریکایی هدیه داد بسیار عصبانی شد و خواستار عودت این کاشی باستانی گردید.»
کویومجیان در ۳۱ خرداد ۱۳۴۵ از وزارت فرهنگ و هنر بازنشسته شد. او پس از بازنشستگی در کتابخانه موزه مجلس کار می‌کرد. سلما کویومجیان در سال ۱۳۶۹ (۱۹۹۰  میلادی)، چهار سال پس از مرگ همسرش محسن مقدم درگذشت و در گورستان ارامنه تهران (بوراستان) به خاک سپرده شد. از این زوج خانه و موزه مقدم به جا مانده‌است.

## در رسانه‌ها
فیلم مستندی به نام «صدای سِلما» به کارگردانی خانم ایروانی درباره سلما کویومجیان ساخته شده است.

## نگارخانه

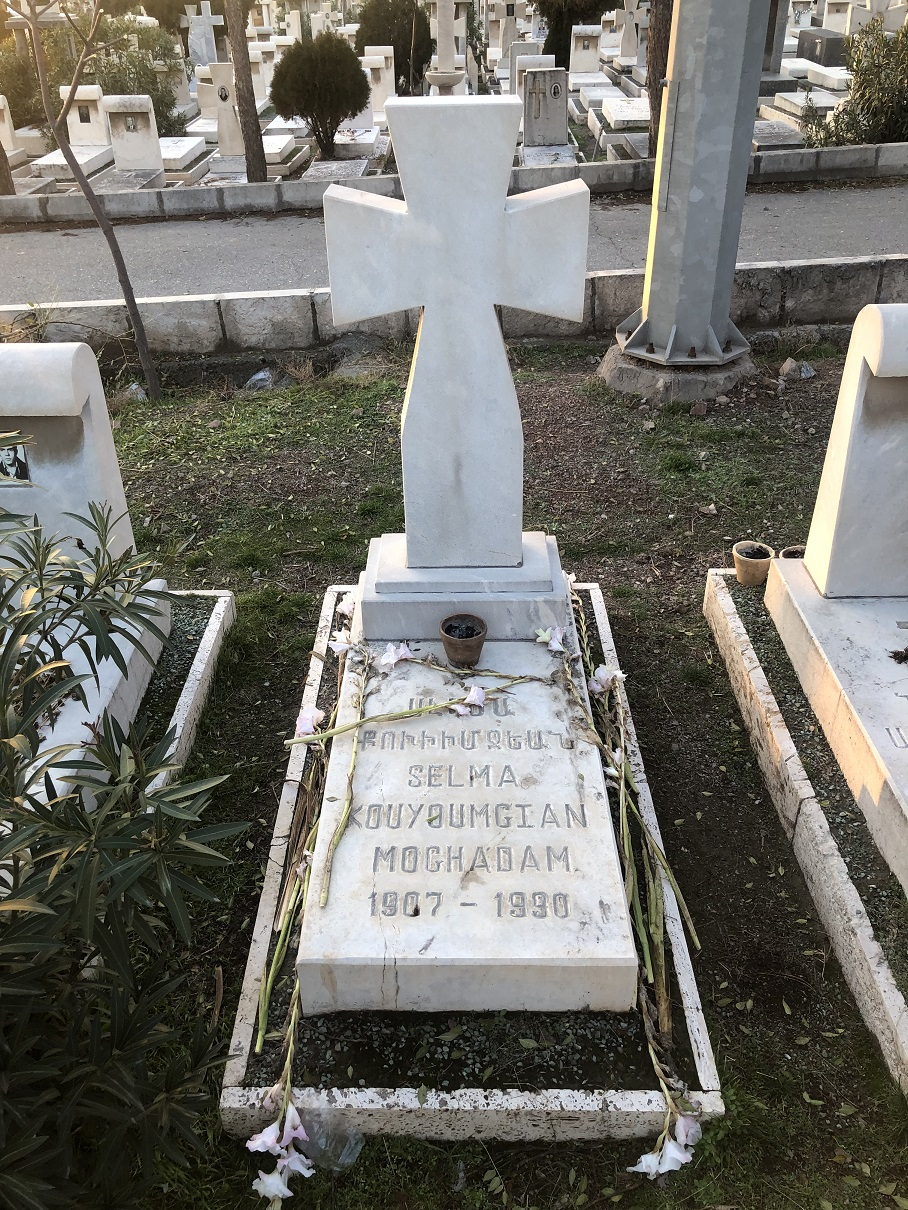
مقبره سلما کویومجیان در خاوران تهران

تعدادی از کارهای سوزن‌دوزی سلما کویومجیان که پیش از ۲۵ سالگی و در زمان سکونت در خارج از ایران آفریده بود، در خانه موزه مقدم به نمایش درآمد که تصاویر در زیر قرار گرفته‌است:

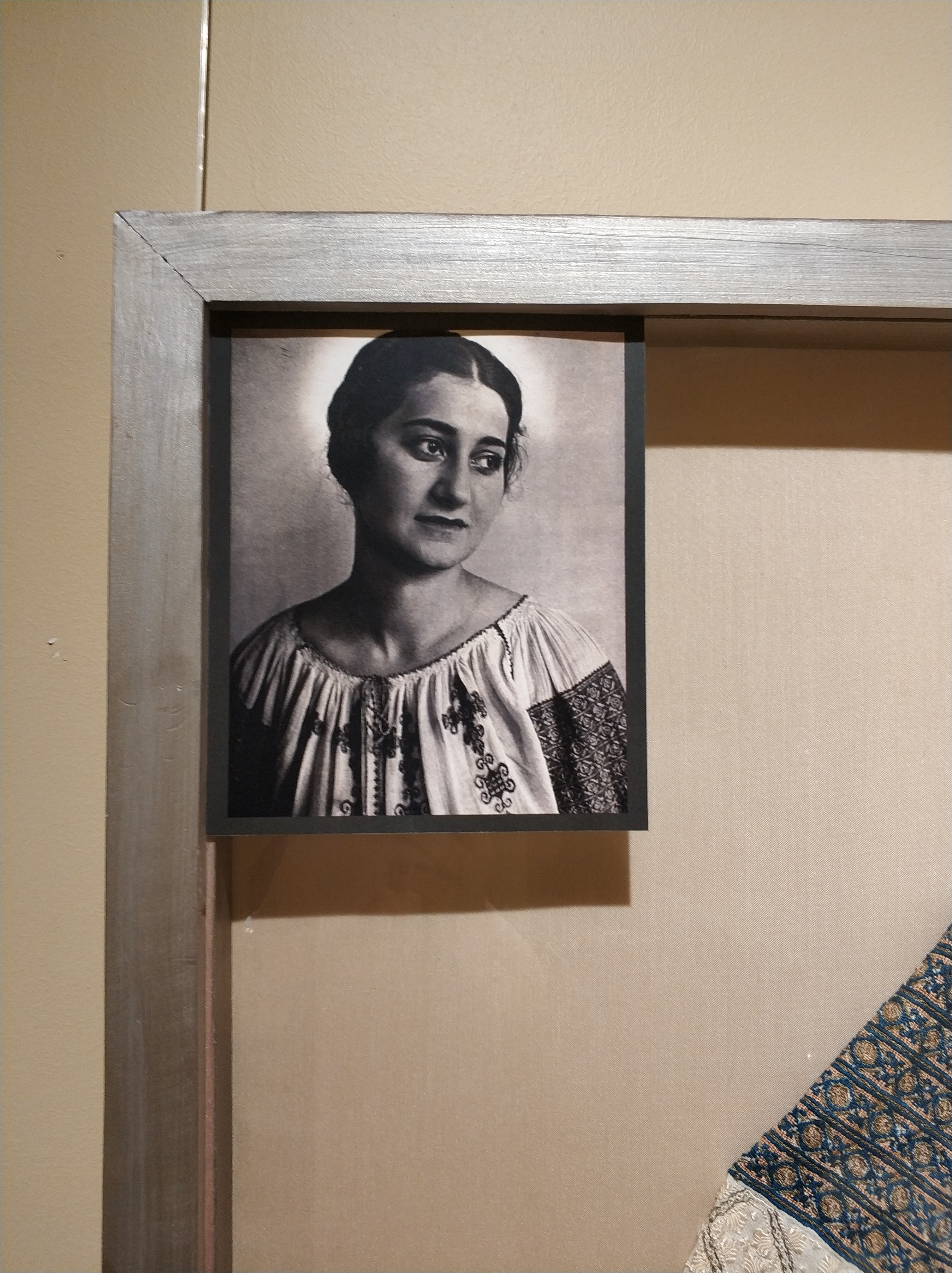
سلما در سوزن‌دوزی کار دست خودش
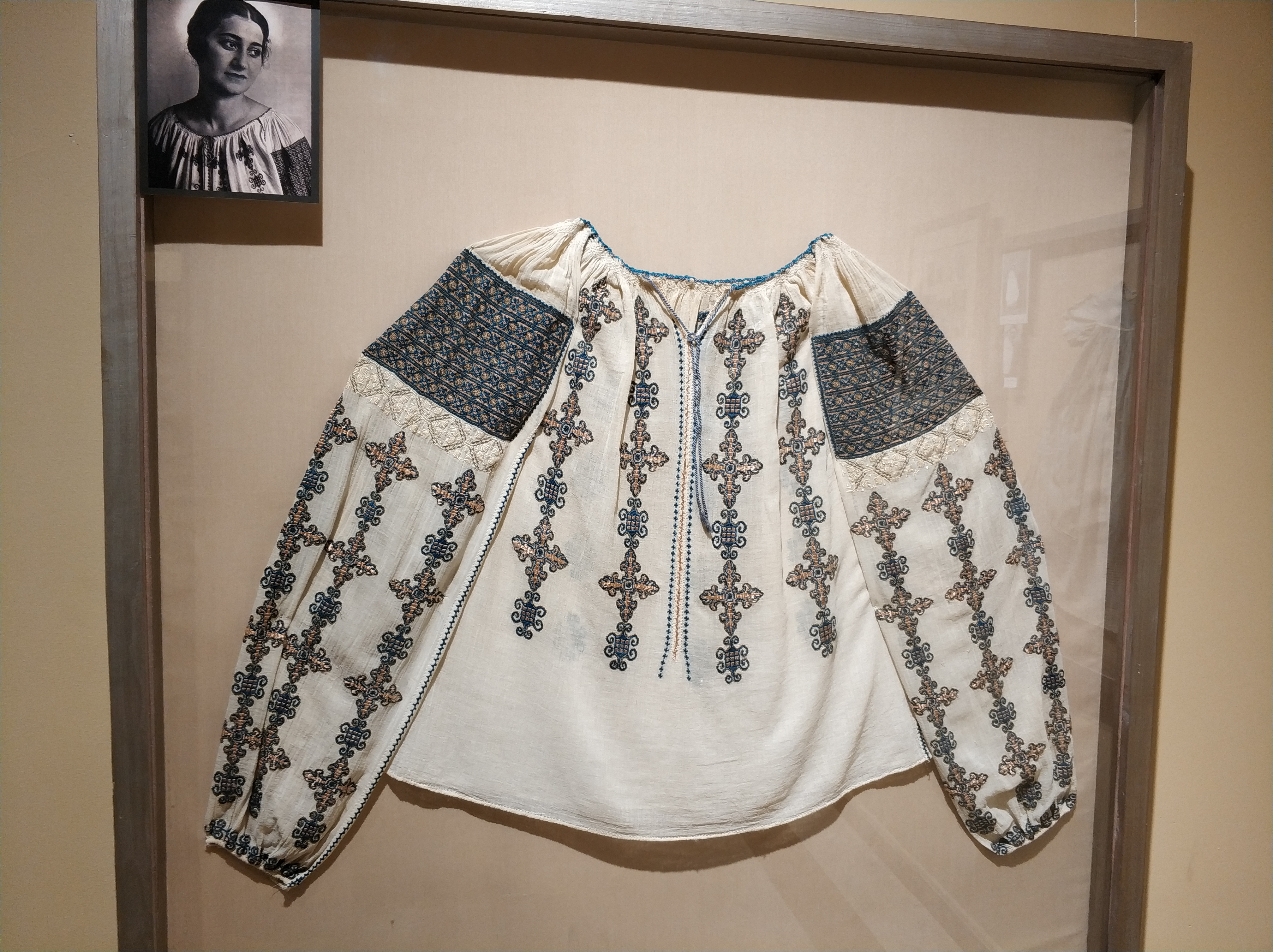
سوزن‌دوزی اثر سلما کویومجیان
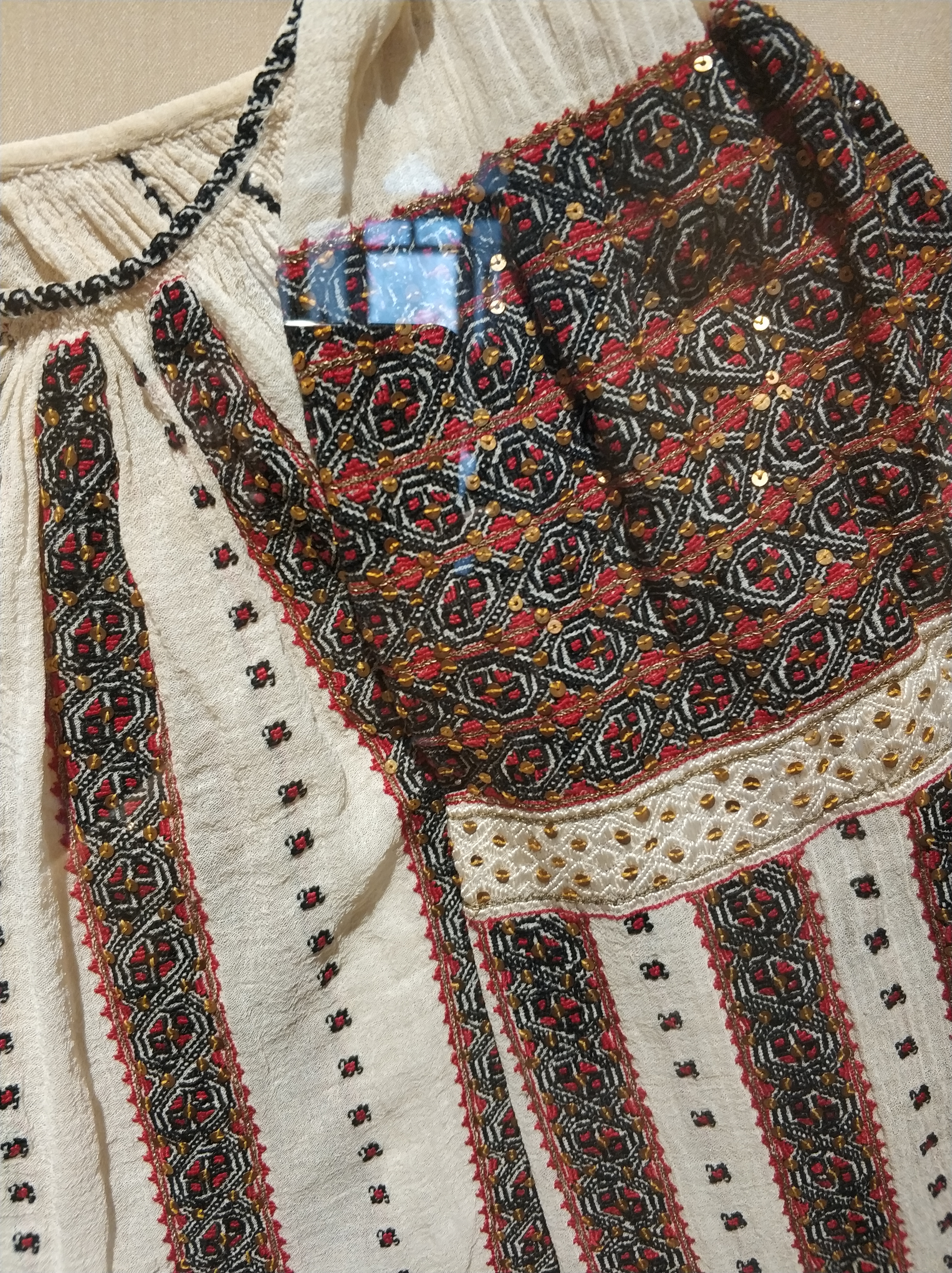
سوزن‌دوزی اثر سلما کویومجیان
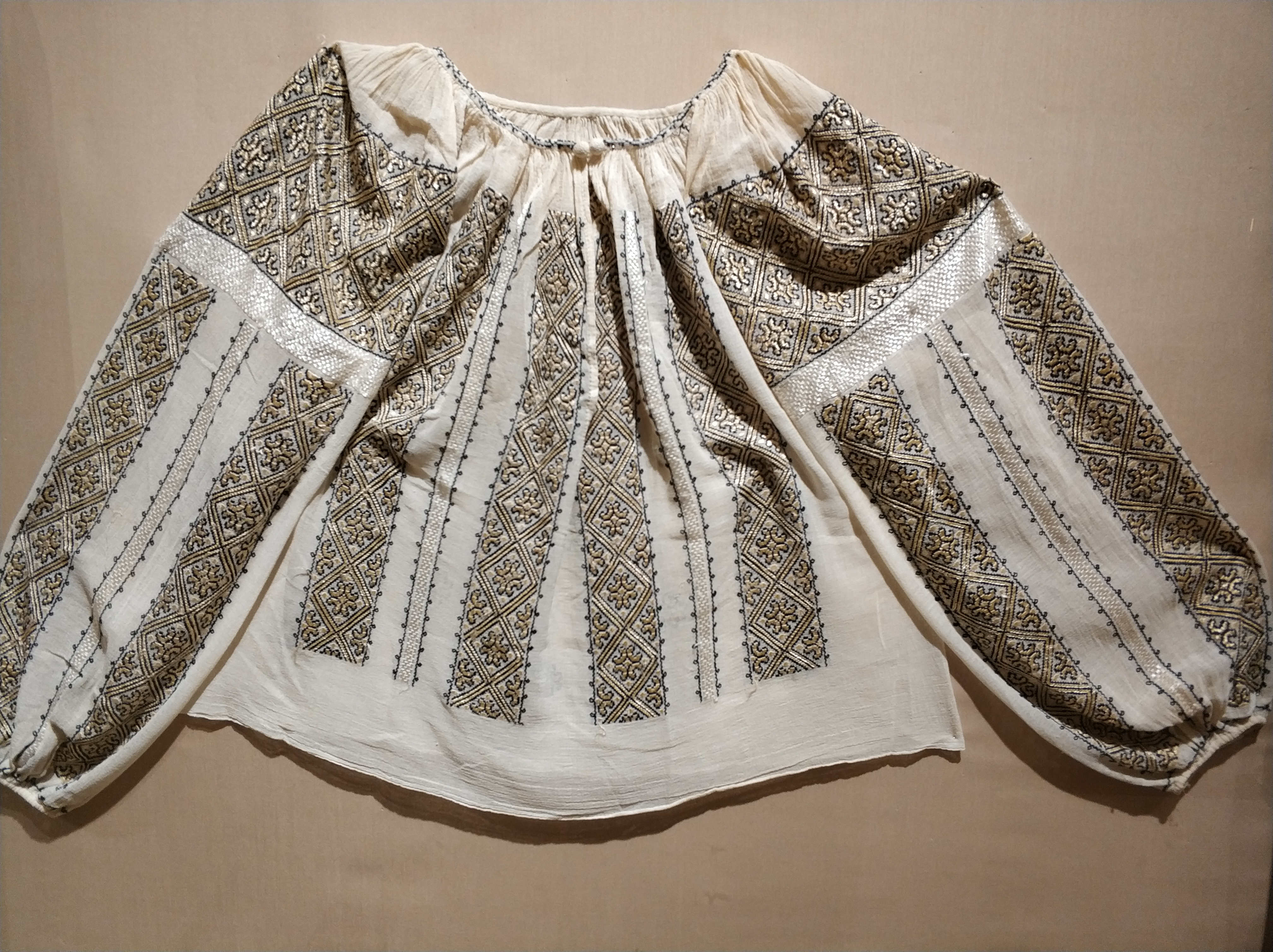
سوزن‌دوزی اثر سلما کویومجیان

در موزه مقدم توضیحاتی دربارهٔ زندگی سلما نصب شده‌است که در زیر درج شده‌است:

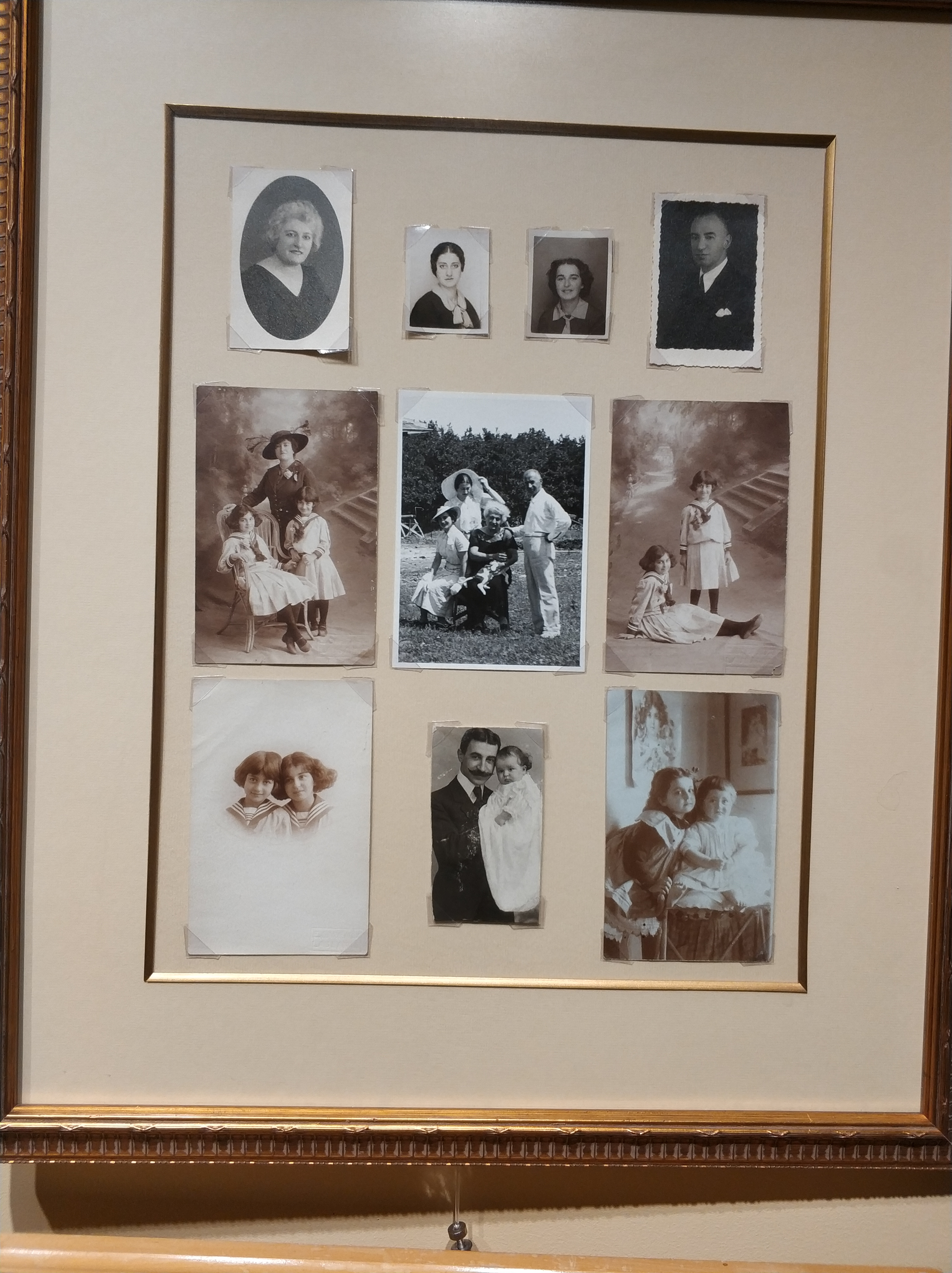
مجموعه عکس‌های قدیمی سلما
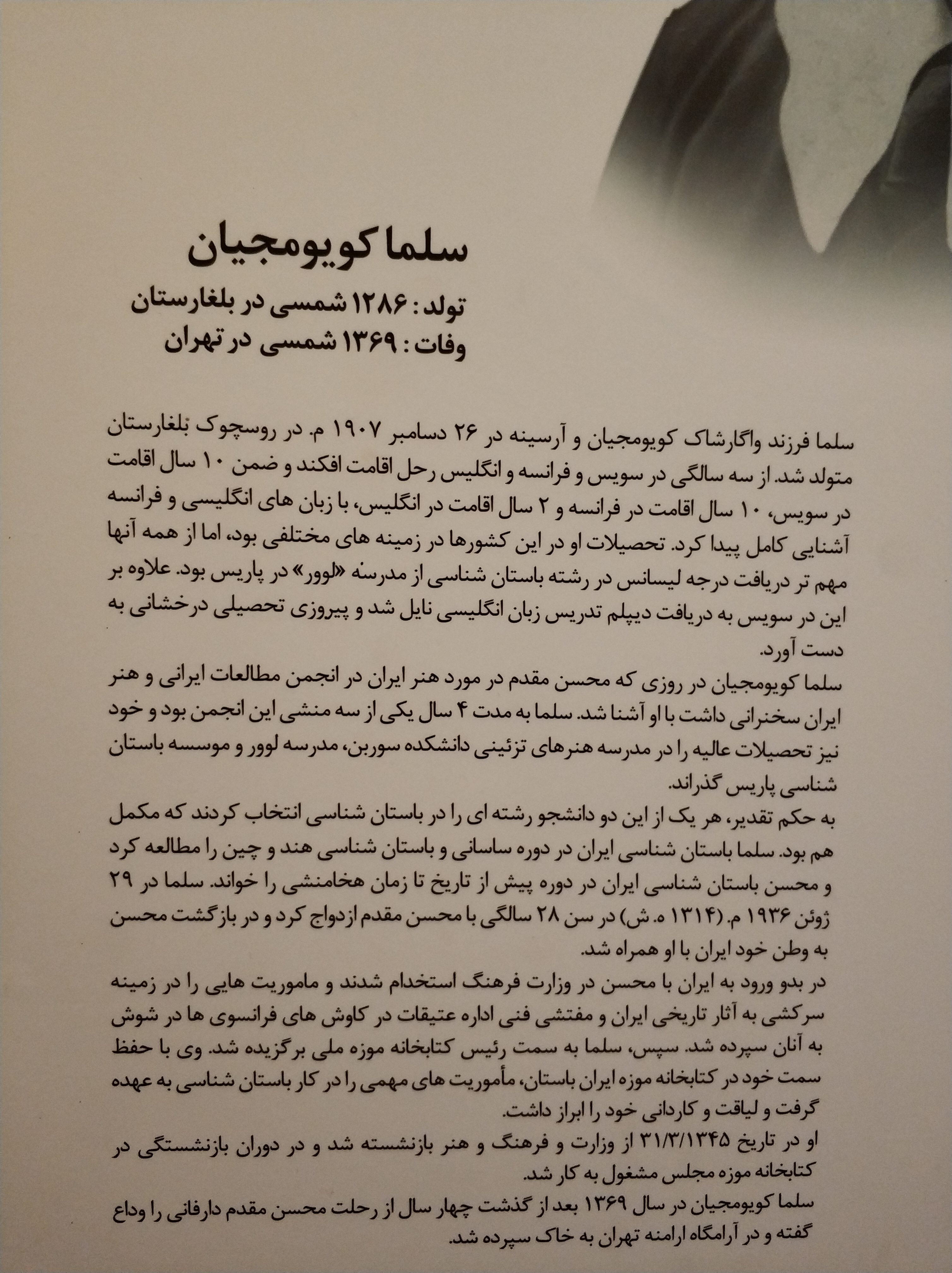
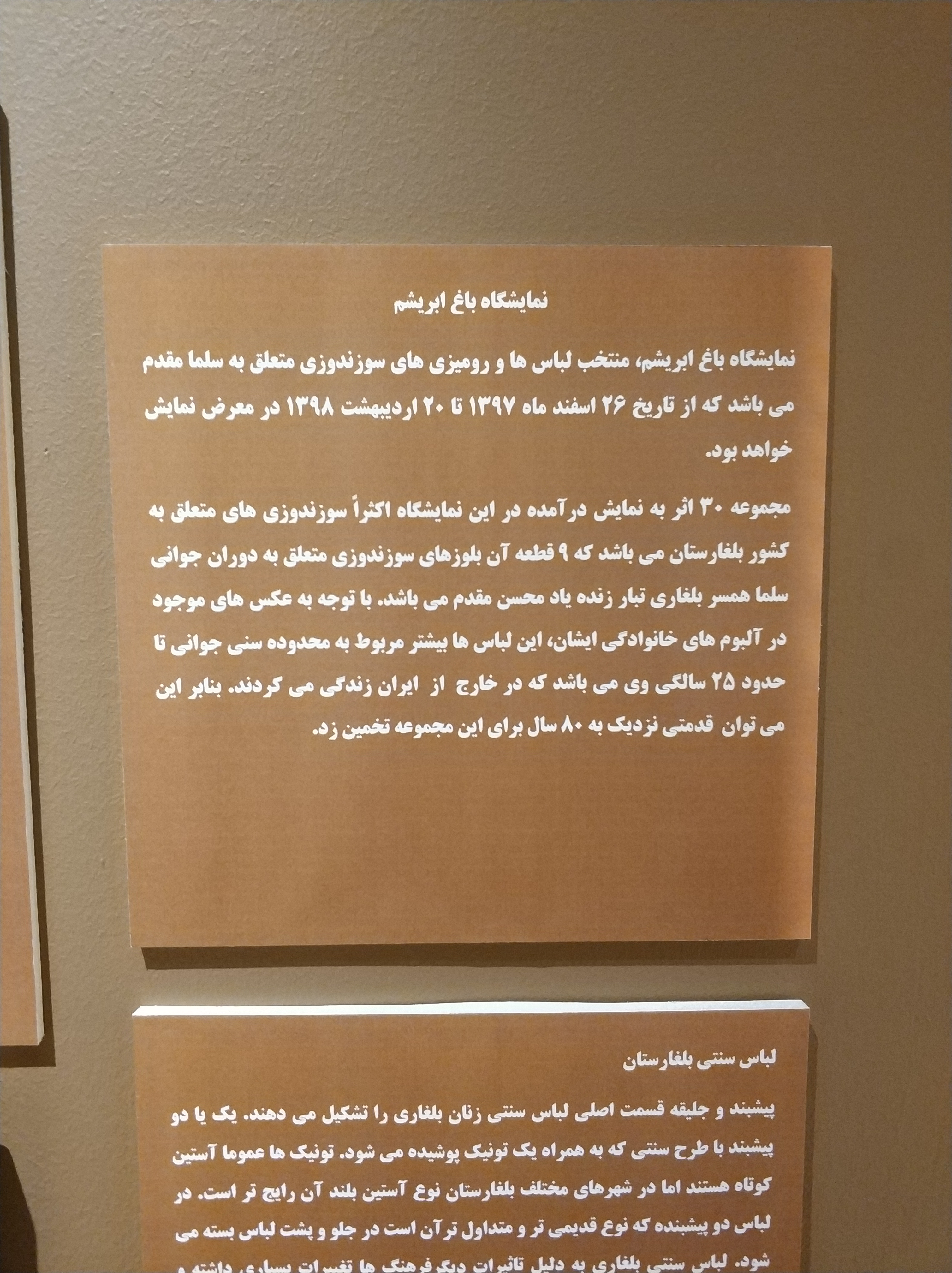
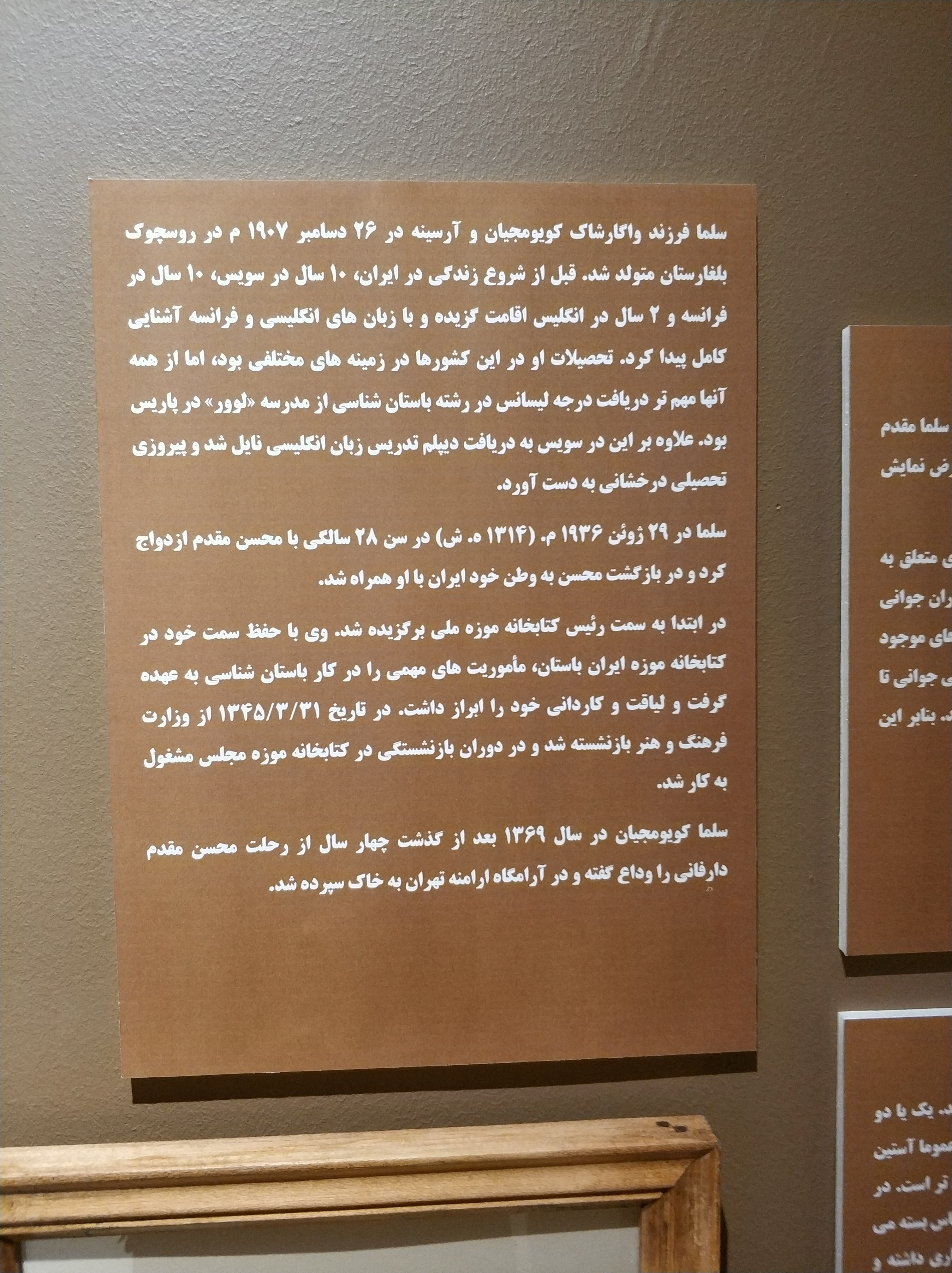